# Jan Villwock
Jan Villwock (Ulma, 26 gennaio 1966) è un ex cestista tedesco.

## Carriera
Con la Germania Ovest ha disputato i Campionati mondiali del 1986.